# دانشگاه ایالتی توماس ادیسون

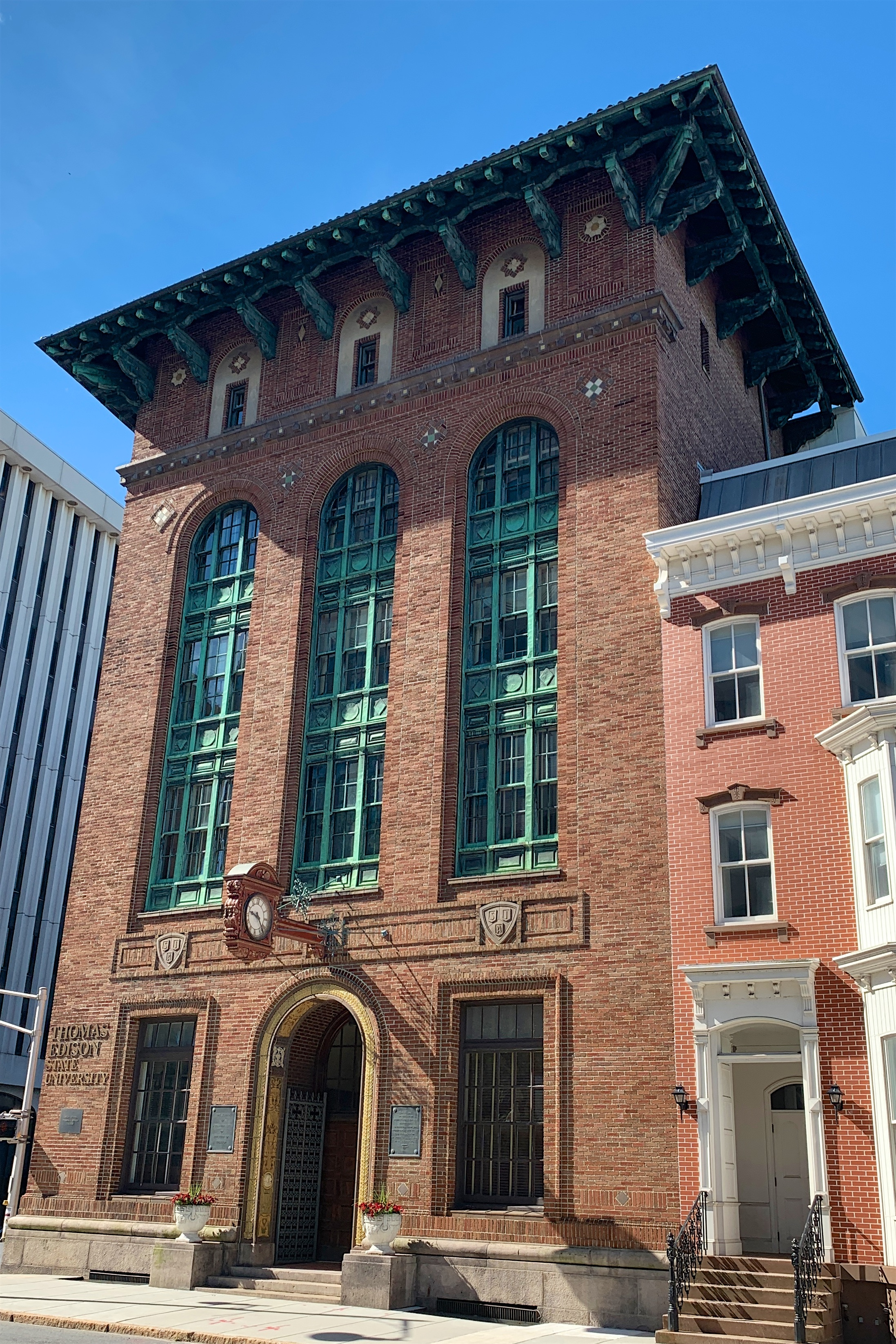
دانشگاه ایالتی توماس ادیسون

دانشگاه ایالتی توماس ادیسون (انگلیسی: Thomas Edison State University) یک مؤسسه تحصیلات تکمیلی در ترنتون است. این دانشگاه در ۱ ژوئیه ۱۹۷۲ بنیان‌گذاری شد و هم‌اکنون بیش از ۱۸۰۰۰ دانشجو دارد.